# Liste der Kulturdenkmäler in Oberrode
Die folgende Liste enthält die in der Denkmaltopographie ausgewiesenen Kulturdenkmäler auf dem Gebiet des Ortsteils Oberrode der  Stadt Fulda, Landkreis Fulda, Hessen.
Hinweis: Die Reihenfolge der Denkmäler in dieser Liste orientiert sich an der Anschrift, alternativ ist sie auch nach der Bezeichnung oder der Bauzeit sortierbar.
Kulturdenkmäler werden fortlaufend im Denkmalverzeichnis des Landes Hessen durch das Landesamt für Denkmalpflege Hessen auf Basis des Hessischen Denkmalschutzgesetzes (HDSchG) geführt. Die Schutzwürdigkeit eines Kulturdenkmals hängt nicht von der Eintragung in das Denkmalverzeichnis des Landes Hessen oder der Veröffentlichung in der Denkmaltopographie ab.

## Oberrode
| Bild            | Bezeichnung                                              | Lage                                                | Beschreibung | Bauzeit | Objekt-Nr. |
| --------------- | -------------------------------------------------------- | --------------------------------------------------- | ------------ | ------- | ---------- |
| Bild gesucht BW | Bildstock                                                | Am Vemel LageFlur: 4, Flurstück: 34                 |              | 1605    |            |
| weitere Bilder  | St. Hubertus                                             | Hubertusring 12 LageFlur: 6, Flurstück: 49/1        |              | 1963/64 |            |
| Bild gesucht BW | Friedhofskreuz                                           | Hubertusring LageFlur: 6, Flurstück: 49/2           |              | 1878    |            |
| Bild gesucht BW | Wegekreuz                                                | Kreuzacker LageFlur: 1, Flurstück: 49/1             |              | um 1830 |            |
| Bild gesucht BW | Hofreite                                                 | Oberroder Straße 15 LageFlur: 6, Flurstück: 24/1    |              | um 1800 |            |
| Bild gesucht BW | Fachwerkhaus                                             | Oberroder Straße 20 LageFlur: 5, Flurstück: 34      |              | um 1800 |            |
| Bild gesucht BW | Wegekreuz                                                | Oberroder Straße LageFlur: 5, Flurstück: 68         |              | 1891    |            |
| Bild gesucht BW | Hofanlage bestehend aus Wohnhaus, Remise und Auszugshaus | Zum Kalkrain 3,5 LageFlur: 3, Flurstück: 68/3, 68,4 |              | um 1800 |            |